# Formica truncorum
Formica truncorum é uma espécie de formiga do gênero Formica, pertencente à subfamília Formicinae.